# Große Erdhummel
Die Große Erdhummel (Bombus magnus), von manchen Autoren auch als Bombus magnus flavoscutellaris bezeichnet, ist ein Insekt aus der Gruppe der Bienen (Apiformes). Sie ist in Deutschland in der Roten Liste gefährdeter Arten als „stark gefährdet“ (Kategorie 2) ausgewiesen. 

## Merkmale
Die Tiere erreichen eine Körperlänge von 19 bis 22 mm (Königin), 11 bis 17 mm (Arbeiterin) bzw. 14 bis 16 mm (Drohn). Ihre Flügelspannweite beträgt 38 bis 42 mm (Königin), 22 bis 34 mm (Arbeiterin) bzw. 29 bis 33 mm (Drohn). Ihr dicht behaarter Körper hat eine schwarze Grundfarbe, der Thorax und das zweite Hinterleibssegment tragen eine breite, gelbe Querbinde. Die Binde am Thorax reicht etwa zwei Millimeter über den Flügelansatz hinaus, was die Art von der ähnlichen Hellgelben- (Bombus lucorum) und Dunklen Erdhummel (Bombus terrestris) unterscheidet. Bei der sehr ähnlichen Kryptarum-Erdhummel (Bombus cryptarum) reicht die Thorakalbinde etwa 1,5 Millimeter über den Flügelansatz hinaus. Bei allen vier Arten sind die letzten beiden Hinterleibssegmente grauweiß behaart. Ihr Kopf ist sehr kurz, der Saugrüssel ebenso und erreicht eine Länge von 9 bis 10 mm (Königin), 8 bis 9 mm (Arbeiterin) bzw. etwa 8 mm (Drohn).

## Vorkommen
Die Art besiedelt vor allem offenes Gelände des Flachlandes. Man findet sie in Heiden, auf Brachland, Böschungen, an Gräben, Feld- und Wiesenrändern und Gärten, selten auch in Wäldern. In Mitteleuropa tritt sie bis etwa 1500 m Seehöhe auf. 

## Lebensweise
Die Große Erdhummel bildet unterirdische Nester, meist in verlassenen Mäusenestern, mit bis zu 300 Individuen. Königinnen sind von Mitte April bis Ende Mai auf der Suche nach Nistmöglichkeiten. Arbeiterinnen treten ab Anfang Mai bis Anfang September auf. Drohnen und Königinnen der neuen Generation fliegen von Mitte/Ende Juli bis Ende September. Die Art wird zu den Pollenstorern gezählt, das heißt, dass neben dem Nektar auch der gesammelte Pollen in ausgedienten Brutzellen gelagert wird. Zu den wichtigsten Nahrungspflanzen zählen Schwarznesseln, Esparsetten, Hauhecheln, Heidekraut, Springkräuter, Gewöhnliche Robinie, Wiesen- und Weiß-Klee, Echtes Herzgespann und zudem Weidenkätzchen.